# 아카미네 선풍
아카미네 선풍(일본어: 赤嶺旋風)은 1947년 연말에 당시 주니치 드래곤스의 구단 대표였던 아카미네 마사시가 사임했을 때 11명의 선수를 데리고 함께 구단을 떠난 사건으로 전후 2리그 제 전환 이후 초기의 일본 프로 야구를 대표하는 사건이다.

## 아카미네의 주니치 구단 운영
주니치 드래곤스는 1936년에 나고야군(상호는 대일본 야구 연맹 나고야 협회)로 창립했고 1937년부터는 모회사인 신 아이치 신문의 라이벌이었던 나고야 신문이 일으킨 나고야 긴코군의 창립에 참여했던 아카미네 마사시를 불러 구단 경영을 일임했다. 그 때 아카미네는 팀 구성에 구애를 받지 않고 다른 구단이 관심을 갖지 않던 도토 대학 야구 연맹에 착안하여 거기에서 신인 선수를 발굴하고, 한큐군과 모지 철도국의 야구부 선수들을 빼내오고 많은 선수를 영입하는 등 뛰어난 수완을 발휘했다.
1942년 소위 전시 신문 통폐합령에 의해 모회사인 신 아이치 신문과 (한때 아카미네가 소속되어 있었던)나고야 신문이 합병하여 주부니혼 신문이 설립되었다. 이 때 신문사의 프로 야구 구단의 직접 경영이 금지되었기 때문에 초대 오너였던 오시마 이치로의 개인 자금 원조에 의존헤 잠시 동안 아카미네의 혼자 힘으로 구단을 꾸려나갔다. 1944년에는 이화학 연구소 공업(구 이화학 연구소를 모체로 하는 '이화학 연구소 콘체른'의 한 기업)에 선수를 맡겨 팀 이름을 산교군으로 변경하는 등 어떻게든 팀을 유지시키기 위해 노력했다.
오시마 오너의 개인 자금으로 아카미네가 구단 운영을 지휘하게 된 것은 전후에도 계속되었지만 전후 프로 야구가 재개될 당시 연맹에 등록 신청을 할 때 아카미네가 '주부니혼'이라고 쓴 것을 근거로 주니치 본사가 구단 경영에 개입하는 것처럼 되었다. 또한 아직 신인 선수였던 스기우라 기요시를 선수 겸임 감독으로 임명하는 등 인사에도 개입해 아카미네가 팀을 만들어 팀을 위기에서 구해내는 데 방파제가 되었는데 단 4글자로 개입했다고 하는 것은 선수들이 납득하지 않았다. 특히 주력 선수들은 아카미네가 직접 스카우트한 선수 뿐만 아니라 부모와 다름없이 갈망하고 있었기 때문에 스기우라 감독에 반발했고 내분은 일상다반사처럼 보였다.

## 아카미네의 대표 해임과 주니치 집단 탈퇴
주니치는 구단명이 주부니혼이던 1946년에 7위로 최하위(퍼시픽과 동률 최하위), 다음 해인 1947년에 2위로 시즌을 마쳤으나 1위 오사카 타이거스가 12.5경기 차이로 우승하면서 세간에서는 우승 경쟁도 되지 않았다는 평가를 받았다. 이것을 기해 본사는 오프 시즌인 11월 1일에 아카미네를 구단 대표에서 해임시키고 본사에서 나카무라 미고로를 초청해 구단 대표로 임명했다. 내분의 모든 책임을 아카미네에게 떠넘기고 팀 재건에 착수할 예정이었으나 아카미네의 뒤를 따라 12명의 선수와 매니저인 코사카 사부로가 집단으로 탈퇴했다.
- 가토 쇼지, 노구치 마사아키, 이와모토 아키라, 후루카와 세이조, 고즈루 마코토 (이상 외야수)
- 후지모토 히데오, 이노우에 요시히로, 마쓰오 고조 (이상 투수)
- 후지와라 데쓰노스케, 나가시마 기네오 (이상 포수)
- 미무라 이사오 (3루수)
- 가나야마 지로 (2루수)

이들은 주니치의 주력 선수들이었던 만큼 이 집단 이탈은 주니치는 물론 일본 야구 연맹에 큰 혼란을 가져왔다.

## 다이에이의 가입과 아카미네의 영구 추방
주니치를 집단 탈퇴한 12명 가운데 전년도에 도쿄 자이언츠에서 이적했던 후지모토 히데오가 이 해 총 감독으로 복귀 한 미하라 오사무에 의해 도쿄 자이언츠에 소환되었다. 나머지 11명의 선수와 함께 행동을 같이 하기로 한 아카미네는 프로 야구 경영에 의욕을 불태운 다이에이의 사장인 '나팔수' 나가타 마사이치가 일으킨 새로운 구단인 '다이에이 구단'에 8명의 선수를 맡기고 일본 야구 연맹에 가입하려고 했다. 그러나 연맹은 규슈에서 결성 기념 흥행을 한 것을 문제 삼아 거부했다. 아카미네는 이에 굴하지 않고 당시 본사인 도쿄 급행 전철의 오너인 고토 게이타가 공직 추방을 당한 뒤 경영이 불안정했던 도큐 플라이어스와 합병해 '규에이 플라이어스'로 정착시켰으나 기각되었다. 아카미네는 오히려 "야구계를 혼란에 빠뜨렸다"는 이유로 영구 추방 처분을 당하고 말핬다. 구계의 수뇌부 측에선 영구 추방으로 혼란을 수습한다는 생각이 있었던 것이다.

## 다이에이의 내분과 야구계 재편에 의한 아카미네의 복귀 및 쇼치쿠의 집단 이적
도큐와 공동으로 최초의 프로 야구 경영에 참여했던 다이에이는 1948년 오프 시즌에 오너로 도큐의 오가와 히로시 전무가 취임한 것을 계기로 경영에서 벗어났다(이 때문에 규에이는 도큐로 돌아갔다). 그리고 아사히군의 선수가 모여 있던 구단인 골드 스타를 기점으로 하는 긴세이 스타스를 주목하고 인수해 다이에이 스타스로 구단명을 변경했다. 처음으로 혼자 팀을 소유하고 있었으며 아카미네 파의 선수 8명 중 7명이 이적했다. 그러나 "나팔은 싫다!", "아카미네의 숨결이 매달려 있는 녀석들과 플레이하는 것은 싫다!"라고 거부를 보이는 선수도 적지 않아 나이토 고조, 쓰보우치 미치노리, 니시자와 미치오 등 퇴단자가 속출했다.
그리고 1949년의 오프 시즌, 미래의 현안이었던 양대 리그 제 전환에 대해 논의했을 때 당시 8개 구단이 그 방법을 둘러싸고 대립해 그 결과 분쟁으로 인한 분리라는 형태로 일본 야구 연맹이 해산하고 퍼시픽 리그와 센트럴 리그로 분열되었다. 이 때 센트럴 리그는 아카미네를 연맹 총무로 귀환시켰다. 이는 퍼시픽 리그에 참가한 다이에이 스타스에 있던 아카미네 파의 선수들을 끌어들이기 위한 목적이었고 결국 이것이 주효해 아카미네 파의 선수 9명은 센트럴 리그에 가맹한 쇼치쿠 로빈스로 이적했다.

## 쇼치쿠 로빈스의 합병과 히로시마로의 이적 실패
아카미네 파의 선수 9명이 입단하면서 쇼치쿠는 센트럴 리그의 초대 리그 우승을 달성했으나 시즌 중 사나다 주조와 아카미네 파의 고즈루 마코토 사이에 불화가 생겨 내분이 발발했다. 이것이 원인이 되어 감독인 고니시 도쿠로가 사임했고 1951년 이후로는 팀의 전력이 약화되었다. 결국 쇼치쿠 로빈스는 1952년의 "승률 3할 이하의 팀은 처벌을 받는다"는 개막 전의 동의한 약속의 저촉과 오너 기업인 다무라 목장의 경영 악화를 이후로 쇼치쿠 로빈스와 합병해 '다이요 쇼치쿠 로빈스'가 되어 사라졌다. 이를 계기로 아카미네는 아카미네 파의 선수들과 함께 히로시마 카프로의 이적을 획책했으나 아카미네의 구단 대표 취임이 주고쿠 신문의 특종으로 폭로되어 좌절되었다. 결과적으로 선수가 이적한 것으로 끝났고 아카미네는 연맹의 총무로 남게 되었다. 이후 아카미네는 프로 야구 약관을 일역하는 등 규칙 만들기에 남은 인생을 헌신하였다.

## 아카미네 선풍의 영향
- 아카미네에 주력 선수들을 떠나보냈던 주니치에게는 결과적으로 오늘날의 구단의 기초를 마련하는 쓰라린 경험이 되었다. 아카미네 파의 집단 탈퇴가 결과적으로는 팀이 아카미네의 개인 상점이었음에 주목하게 되어 주니치 신문 본사가 경영에 직접적으로 참여하게 되었다. 스기우라 감독이 선수 하나에서 다시 출발하면서 기술 고문인 아마치 슌이치를 감독으로 초빙했고 아카미네 파와의 대립으로 다이에이를 탈퇴한 쓰보우치와 니시자와를 입단시켰다. 또한 스기시타 시게루를 입단시켜 토대를 다져 1950년에는 2위로 A클래스에 입성하는 성과를 남겼다. 1951년에 나고야 철도와 공동 출자로 '나고야 드래곤스'가 되었을 당시 쓰보우치가 감독으로 임명되고 스기우라가 이적하는 등 일시적인 혼란이 발생했지만 1954년에 나고야 철도가 철수했고 이전의 아마치가 감독으로 복귀하면서 구단 사상 첫 리그 우승을 차지했고 1954년 일본 시리즈에서 일본 정상에 올랐다. 이렇게 말하고 있으나 이렇게 주니치 기업의 적극적인 참여는 어떤 경우에는 역화도 적지 않았다. 1963년에 전임인 노닌 와타루 감독이 항상 우승 경쟁을 벌였음에도 불구하고 주니치 신문 본사가 "도쿄 6대학 야구 연맹 출신의 인기있는 감독을 원한다"는 이유로 해임되었고 스기우라가 다시 전임 감독으로 복귀해 노닌 파로 대표되는 주력 선수 에토 신이치와 다카기 모리미치가 반목하기도 했다. 1963년에도 요미우리와 우승 경쟁을 벌여 2위를 차지했으나 다음 해인 1964년에 개막전에서 팀이 공중 분해되어 스기우라는 시즌 도중에 휴식으로 면직되었고 팀은 2리그 분립 이후 최초로 최하위로 추락했다.
- 아카미네 일파가 마지막으로 정착한 히로시마 카프도 그때까지 다른 구단에서 끌어 모으거나 신인 선수들의 기용으로 팀이 침체되어 있던 참에 유력한 선수들이 입단해 온 것을 계기로 전력으로 충실하게 기용했다. 이전부터 재적 중이던 하세가와 료헤이에 가세하여 새롭게 입단한 제니무라 겐조·제니무라 다테시 형제와 미쓰요시 쓰토무가 더해져 1960년에는 4위, B클래스에 머물렀으나 구단 사상 첫 시즌 승률 5할을 돌파했다. 하지만 팀 전체적으로는 침체가 계속되어 구단 사상 최초의 A클래스 진입은 3위로 마친 1968년까지, 최초의 리그 우승은 1975년까지, 그리고 일본 시리즈 우승은 1979년까지 기다리지 않을 수 밖에 없었다.
- 일파가 한 때 기적을 두고 있던 규에이 플라이어스의 연습장은 다마가와 그라운드였는데 그곳에 다니던 닛타 교이치의 해후한 것을 계기로 고즈루 마코토와 미무라 이사오가 닛타의 개인 지도 아래 '골프 스윙 타법'을 터득했다. 이로 인해 고즈루와 미무라는 한때 좋은 성적을 기록했으나 이후에는 부상이 빈번하게 발생해 선수 생명을 단축시키기도 했다.
- 아카미네와는 직접적으로 관계가 없지만 2 리그 분열의 여파로 주력 선수를 떠나보내게 되었던 한큐 브레이브스의 감독이었던 하마사키 신지는 처음부터 빼내기 전쟁의 계기를 만들었던 아카미네에 대해 "아카미네 마사시를 교수형에 처할 것을 원한다"라고 발언하기도 했다. 하마사키의 발언은 신문에 게재되었고 이를 본 아카미네는 "아이가 학교에 가는군"이라고 불평했다.
- 아카미네 선풍의 소지가 되었든 아니든 어쨌거나 구단의 선수에 대한 보유권이 명백하지 않았으며 당시에는 선수의 획득을 두고 이중 삼중의 계약도 횡행하고 있었다. 이 비정상적인 상황은 GHQ도 문제를 인식해 1951년 6월에 기본 모델이 되는 통일 계약서를 작성한 다음 야구 협약이 발표되어 구단의 선수에 대한 보유권이 확립되었다. 트레이드와 관련된 규칙 만들기라는 점에서 영향을 미쳤고 1951년부터는 제3자에 의한 중립 기관인 커미셔너 사무국이 만들어져 적절한 프로 야구 운영을 도모할 수 있게 되었다.

## 같이 보기
- 1949년 일본 프로 야구 재편 문제